# 湾塘乡 (屏边县)
湾塘乡，是中华人民共和国云南省红河哈尼族彝族自治州屏边苗族自治县下辖的一个乡镇级行政单位。

## 行政区划
湾塘乡下辖以下地区：
营盘村、五家村、清平村、大冲村、牛碑村、毛家村、阿碑村和阿卡村。